# Zindiq
Zindīq (arabiska: زنديق, från persiskans zendik زنديک) i betydelsen "fritänkare", "fri uttolkning", "avfälling" och "kättare". Begreppet zindiq avser i muslimsk litteratur personer som företräder idéer eller åsikter som strider mot någon av islams centrala dogmer, till exempel Guds enhet och Muhammeds profetskap. Dessa personer betraktas därför som ateister, kättare och avfällingar av muslimer, och islamiska domstolar har som plikt att döma dem enligt islamiska strafflagen.
Under medeltiden förföljdes och avrättades många fritänkare på order av de religiösa och världsliga auktoriteterna i muslimska samhällen. Begreppet zindiq togs i bruk på 700-talet och blev gängse under det abbasidiska kalifatet. Kaliferna förföljde och avrättade individer på basis av blotta misstanken att de var zindiq. De anklagade var inte sällan av persisk börd eller zoroastriska, manikeiska och judiska konvertiter till islam. Under kaliferna al-Mahdi, al-Hadi och Harun al-Rashid påbörjades pogromer mot oliktänkande och under al-Mamun blev dessa institutionaliserade under namnet al-mihnah och tillämpades av islamiska domstolar i hela riket. Offren för dessa pogromer företrädde i regel zoroastriska eller manikeiska idéer.
Till de berömda personer som anklagats för att vara zindiq hör Ibn al-Muqaffa, Ibn al-Rawandi och Mohammad Zakariya Razi.

## Fotnoter
1. ↑  Cyril Glassé, The New Encyclopedia of Islam, s. 491.
2. ↑  Bernard Lewis, Islam in History: Ideas, People, and Events in the Middle East, s. 287. Lewis skriver: "In legal parlance the Zindiq is the criminal dissident—the professing Muslim who holds beliefs or follows practices contrary to the central dogmas of Islam and is therefore to be regarded as an apostate and an infidel. The jurists differ as to the theoretical formulation of the point of exclusion, but in fact usually adopt the practical criterion of open rebellion."
3. ↑  Muhammad Qasim Zaman, Religion and Politics Under the Early ʻAbbāsids: The Emergence of the Proto-Sunnī Elite, s. 64